# 暗色歌百灵
暗色歌百灵是百灵科歌百灵属的一种鳥類。這個物種可能是種行游猎迁徙的候鸟，分布于肯尼亚、坦桑尼亚和埃塞俄比亚，主要棲息於亚热带或热带的（低地）干草原，是以草籽、小型蚱蜢和甲蟲為食的植食性鳥類。
暗色歌百灵是1930年由美國鳥類學家赫爾伯特·傅利曼描述的物種，其模式產地位於埃塞俄比亚。其體長約13—14公分，平均体重约为21.9克。其鳥喙寬平均約4.8公釐、深平均約5.4公釐、嘴峰長平均約12.6公釐；翼長平均約79.4公釐；跗蹠約19.7公釐；尾長約53.6公釐。
這個物種外觀上有淺色的眉斑、深色帶斑紋的紅褐色頭冠，胸部帶有深褐色的斑紋；上半身偏紅褐色、下半身暖褐色，喉部、尾部白色；眼睛褐色，鳥喙上暗下亮，腿呈黯淡的肉色。其特殊的歌聲「hoo-ee-oo」是其主要辨認特徵。
甫發現以來，這個物種的研究極少而難以預估其族群大小，在《國際自然保護聯盟瀕危物種紅色名錄》中，暗色歌百灵的物種狀態被歸入数据缺乏。2012年的回顧認為這個物種的分佈範圍與附近的火山灰所形成的土壤有關，因此其分佈範圍可能不超過5000平方公里，而建議歸入近危。

## 外部連結
- 维基共享资源上的相關多媒體資源：暗色歌百灵
- 維基物種上的相關：暗色歌百灵